# Dipartimento di Ambato
Il dipartimento di Ambato è un dipartimento argentino, situato nella parte centrale della provincia di Catamarca, con capoluogo La Puerta.

## Geografia fisica
Esso confina con la provincia di Tucumán e con i dipartimenti di Paclín, Fray Mamerto Esquiú, Capital, Capayán, Pomán e Andalgalá.

## Società

### Evoluzione demografica
Secondo il censimento del 2001, su un territorio di 1.797 km², la popolazione ammontava a 4.525 abitanti, con un aumento demografico del 26,33% rispetto al censimento del 1991.

## Amministrazione
Nel 2001 il dipartimento comprendeva i seguenti comuni (municipios in spagnolo):
- La Puerta
- Las Juntas
- Los Varela
- El Rodeo